# Ghvü Shi
De Ghvü Shi (de Vier medische tantra's) is het  klassieke leerboek waarin alle beschikbare kennis van dat moment van de Tibetaanse geneeskunde werd samengevat. Het is tot op heden de basis van die geneeskunde.

## Opvattingen over de herkomst van het werk
Er zijn verschillende tradities en opvattingen  inzake de oorsprong van het werk. Er is een traditie die ervan uitgaat dat het vanuit Indiase bronnen in de achtste eeuw door Vairocana in het Tibetaans vertaald werd. Het zou daarna verborgen zijn als een terma en weer herontdekt zijn door de tertön Drapa Ngonshe.
In andere Tibetaanse  opvattingen inzake de herkomst speelt  Yutog Sarma Yönten Gönpo (de jongere) een belangrijke rol. Er zijn opvattingen die hem zien als de auteur van het werk en opvattingen die hem slechts zien als de verspreider van het werk. Die laatste opvatting gaat ervan uit, dat het werk een authentieke tekst is, die Gautama Boeddha zelf  uitgesproken heeft.
In de inleiding van het werk zijn bodhisattvas, goden en andere wijzen het publiek voor een preek in de Stad van de Geneeskunst . De toespraak wordt gehouden door een hemelse arts, Het Aquamarijne Licht, Heer van de Geneeskunst en in die inleiding een verschijning van de Boeddha. De stad zelf is een paradijs, een fysieke manifestatie van de zegeningen van de Boeddha.
Wetenschappelijk onderzoek heeft de herkomst van het grootste deel van de tekst  gedateerd in de twaalfde eeuw. Een deel van de tekst is duidelijk ontleend aan Indiase medische verhandelingen, die in de elfde eeuw al door Rinchen Zangpo waren vertaald in het Tibetaans.  Er is echter ook tekst, die steunt op medische tradities en praktijk vanuit de periode van of kort na het Tibetaanse rijk. Een praktijk als moxibustie komt zowel in teksten van de manuscripten van Dunhuang voor als in deze Vier medische tantra's', maar niet in Indiase bronnen.

## De Vier Tantra's
De Vier Tantra's vormen het hart van de Ghvü Shi en bestaan uit:
1. de basistantra (basistekst)
2. de verklarende tantra (commentaar op de basistekst)
3. de mondelinge traditie-tantra (uitgebreide uitleg over de praktijk van de Tibetaanse geneeskunde)
4. de laatste tantra (156 hoofdstukken met uitleg hoe de overige 3 tantra's in de praktijk is uit te voeren). Deze laatste tantra maakt melding van 1616 verstoringen en ziekten en 2293 geneesmiddelen die daarbij horen.

## Essentie van de inhoud
Het werk  beschrijft de theorie van de traditionele Tibetaanse geneeskunde ten aanzien van het ontstaan van ziekten. Die berust vooral op de balans tussen drie lichaamsvochten: Vitale energie ( letterlijk wind), gal en slijm. Als die balans verstoord wordt, kan een ziekte ontstaan. Medische behandeling is er dan ook op gericht, die verstoring te diagnosticeren en de balans weer te herstellen. 
De meest belangrijke methoden voor diagnose zijn onderzoek van urine en polsslag.
Het handelt dan niet in de eerste plaats om de bestrijding van symptomen, maar om het organische systeem als geheel weer te herstellen. In het werk worden adviezen besproken voor een meer gezonde levensstijl, dieet en medicijnen die meestal door de arts zelf  worden gemaakt. Ingrediënten voor die medicijnen kunnen bestaan uit zowel minerale als dierlijke substanties, maar meestal kruiden.
Daarnaast worden enige chirurgische ingrepen behandeld zoals bij een cataract.  Uit het werk blijkt dat er enige anatomische kennis in die tijd aanwezig was, mogelijk door de directe studie van lijken. In het werk wordt enige  aandacht besteed aan zwangerschap, geboorten en gynaecologie meer in het algemeen. Uit het werk blijkt ook enige notie van de diverse stadia van embryonale ontwikkeling, hoewel die stadia zelf volstrekt onjuist beschreven worden.

### Vereisten voor een arts
De vereisten om arts te kunnen zijn, worden uitvoerig beschreven.  Het gaat dan om zaken als de persoonlijkheid van de arts, het juiste begrip  van het beroep van arts, de verschillende soorten en types  artsen die er kunnen zijn,  de plichten van de arts en de juiste carrière voor een arts. Ieder van die elementen wordt dan weer uitgebreid gedetailleerd. Zo moet een arts intelligent zijn, altruïstisch, ijverig, zijn woord van eer altijd trouw zijn, alles van de medische praktijk weten  en in staat zijn om met iedereen op goede voet te staan.
De essentie is, dat hij niet alleen een uitstekend geschoolde medicus moet zijn, maar ook goed op de hoogte van logica en vooral van de boeddhistische doctrine.
De tekst gaat in op situaties waarin het wel of juist niet geëigend is om een patiënt en de familie te vertellen dat een ziekte niet meer te genezen valt. 
De tekst beschrijft ook het gewenste ethische gedrag van de arts. Hij moet over veel compassie beschikken en die tonen. Dat heeft echter ook grenzen. Zo stelt de tekst dat 
 aan ondankbare patiënten niet zoveel aandacht besteed mag worden dat dit ten koste gaat van andere patiënten                                                     
 geen overmatige compassie getoond mag worden  voor patiënten, die  de juiste doctrine haten 
 geen vreugde gevoeld hoeft te worden als patiënten van andere artsen overlijden.

## Sanggye Gyatso
Sanggye Gyatso,  de Tibetaanse regent  van de 5e dalai lama schreef in de zeventiende eeuw een aanvulling op het werk, dat bekendstaat onder de titel Blauwe beril. Hij liet door de schilder Tenzin Norbu 79 thangka's maken die bedoeld waren als illustraties bij de tekst van de derde tantra..